# Henri Le Chartier
Henri Le Chartier (Falaise, 30 novembre 1849 - Paris, 21 janvier 1927) est un écrivain de marine français. 

## Biographie
Arrivé en Nouvelle-Calédonie en 1871 et voyage à Tahiti en 1872 et vit avec Pierre Loti à Papeete. En 1876, il effectue une grande croisière aux Nouvelles-Hébrides pour y recruter de la main-d’œuvre pour la Nouvelle-Calédonie. Il visite ainsi sur le brick-goélette Tanna, les îles Anatom, Tanna, Erromango et Vaté puis fait escale à Epi, Mallicolo, Ambrym, Pentecôte puis Santo. Il prétend alors avoir découvert à Santo les vestiges de la Nouvelle-Jérusalem que Quiros avait fondée en 1606. Il passe encore à Aoba et Aurore avant de rentrer à Nouméa. 
Nommé capitaine du port de Nouméa et commissaire du gouvernement pour l'immigration française aux Nouvelles-Hébrides dès son retour, il se rend à Paris en 1880 pour remettre à Léon Gambetta une pétition des colons français demandant l'annexion des Nouvelles-Hébrides par la France. 
La relation qu'il publie en 1885, La Nouvelle-Calédonie et les Nouvelles-Hébrides s'avère, selon des spécialistes comme Patrick O'Reilly ou Alfred Hagen qui a voyagé avec lui, une somme d'erreurs, d'inexactitudes et de jugements superficiels. 
Installé comme colon à Madagascar, Le Chartier finit sa carrière comme fonctionnaire à la préfecture de la Seine.

## Publications
- La Nouvelle-Calédonie et les Nouvelles-Hébrides, 2 vol., 1885
- Tahiti et les colonies françaises de la Polynésie, préface de Ferdinand de Lesseps, 1887
- Madagascar depuis sa découverte jusqu'à nos jours, 1888
- Guide de France en Océanie et d'Océanie en France, avec Charles Legrand, 1889